# Sirène (Q5)
Pour les autres navires du même nom, voir Sirène (sous-marin).
La Sirène (Q5) est un sous-marin de la Marine nationale française. Il est le navire de tête de la classe Sirène. Lancé le 4 mai 1901, il a servi durant toute la Première Guerre mondiale, et a été retiré du service en novembre 1919.